# II Liceum Ogólnokształcące im. Stefanii Sempołowskiej w Prudniku
II Liceum Ogólnokształcące im. Stefanii Sempołowskiej w Prudniku (potocznie: Przedszkolanki) – liceum ogólnokształcące w Prudniku przy ulicy Tadeusza Kościuszki 55.

## Historia

### Czasy niemieckie
Szkoła powstała jako prywatne liceum żeńskie zwane od nazwiska dyrektorki „Plüchesche Liceum”. Jej obecny gmach został zbudowany w latach 1927–1928 z inicjatywy Roberta Rathmanna, ówczesnego burmistrza miasta. Inwestycja była wyceniona na od 700 do 750 tys. marek niemieckich. 19 kwietnia 1928 została przejęte przez Zgromadzenie Sióstr Urszulanek Serca Jezusa Konającego, a szkoła otrzymała nazwę „Prywatne Liceum Św. Anieli sióstr Urszulanek w Prudniku”.
16 sierpnia 1929 o godzinie 8 rano rozpoczęła się uroczystość poświęcenia, której przewodniczyli: kanonik Oppermann, proboszcz parafii prudnickiej – Hermann Josef Hübner oraz proboszcz parafii Lubomierz (skąd do Prudnika przyjechały siostry Urszulanki). W szkole uczono między innymi religii (katolickiej oraz ewangelickiej), języka niemieckiego, francuskiego, angielskiego, historii, geografii, matematyki, biologii, plastyki oraz muzyki.

### Czasy polskie
Liceum św. Anieli było pod opieką sióstr Urszulanek do zakończenia II wojny światowej. We wrześniu 1945 roku szkoła została przejęta przez państwo. Utworzono w niej liceum żeńskie, które w 1950 zostało połączone z liceum męskim i przeniesione do tejże szkoły. 1 września 1950 roku w miejsce Liceum Żeńskiego otworzono 3-letnie liceum dla wychowawczyń przedszkoli. W byłym klasztorze po siostrach Urszulankach utworzono internat dla uczennic przygotowany dla 100 osób. W latach 60. został powiększony o drugi budynek leżący przy ulicy Kościuszki 72. W 1969 roku rozpoczęto budowę kolejnego internatu.
Decyzją centralnych organów oświatowych, dnia 1 września 1984 roku przemianowano sześcioletnie Studium Wychowania Przedszkolnego na Studium Nauczycielskie, między innymi wprowadzono kilka nowych przedmiotów, które miały pomóc absolwentom szkoły, a zarazem przyszłym nauczycielom w kształceniu młodzieży. Pod szyldem Studium Nauczycielskiego szkoła istniała do 1992 roku.
1 września 1992 roku szkoła została przemianowana na II Liceum Ogólnokształcące im. Stefanii Sempołowskiej. 1 września 2011 została przyłączona do Zespołu Szkół Rolniczych.

## Absolwenci
- Karolina Farasiewicz – łuczniczka
- Joanna Helbin – łuczniczka
- Kacper Stalicki – koszykarz